# San Marino na Letnich Igrzyskach Olimpijskich 1976
Reprezentacja San Marino na Letnich Igrzyskach Olimpijskich 1976 w Montrealu składała się z jednego sportowca.
Był to czwarty start San Marino jako niepodległego państwa na letnich igrzyskach olimpijskich. Wcześniej startowali w 1960 w Rzymie, następnie po ośmiu latach w Meksyku. Od tamtego czasu zawodnicy z San Marino startują nieprzerwanie.

## Reprezentanci

### Kolarstwo
- Daniele Cesaritti jazda indywidualna na czas mężczyzn (nie ukończył).